# Hoppner Strait
Hoppner Strait är ett sund i Kanada. Det ligger i territoriet Nunavut, i den östra delen av landet, 2 400 km norr om huvudstaden Ottawa.